# Usagi Jodžimbo
 (兎用心棒 , doslovno zec telohranitelj, fonetski Usagi jodžimbo) strip je serijal koji je stvorio Sten Sakaj (Stan Sakai).
Radnja stripa smeštena je u vreme feudalnog Japana (rani XVII vek) sa antropomorfnim životinjama umesto ljudi. Glavni lik je zec Mijamoto Usagi, rōnin (samuraj bez gospodara) koji luta zemljom i povremeno nudi svoje usluge kao yōjimbō (telohranitelj); otuda i naziv stripa Usagi Yojimbo. Lik Usagija inspirisan je čuvenim japanskim mačevaocem po imenu Mijamoto Musaši, dok su ton i inspiracija za priče pod velikim uticajem stripova Gru Lutalica i Lone Wolf and Cub, kao i filmovima Akire Kurosave.
Strip Usagi Yojimbo čine kratke priče sa većom pozadinskom radnjom koja čini širu pripovedačku celinu. Priče uključuju brojne reference na japansku istoriju i japanski folklor, a ponekad i mitska bića. Arhitektura, odeća, oružje i drugi objekti verodostojno prate istorijski period u kome se radnja odvija. Priče često služe da ilustruju japansku umetnost i zanatstvo, kao što su puštanje zmajeva, izrada mačeva i grnčarstvo. Ovi elementi bili su dovoljno uspešni da strip 1990. dobije nagradu za najbolji literarni rad po izboru roditelja (Parents' Choice Literary Award), zbog svoje edukativne vrednosti kroz Sakajevo „vešto mešanje činjenica i legendi kroz svoj rad“. Usagi je dospeo na 31. mesto liste najboljih likova iz stripa časopisa .

## Istorija

### Počeci
U vreme dok je radio kao upisivač slova za strip Gru Lutalica, Sten Sakaj je razmišljao o stvaranju lika zasnovanog na Mijamotu Musašiju, samuraju iz XVII veka. Usagi je u prvobitnoj verziji bio čovek po imenu Mijamoto, kao i Sakajev drugi lik Nilson Graundtamper (Nilson Groundthumper), koji se prvobitno zvao Oukenšild (Oakenshield). Mijamoto je u početku zamišljen kao sporedan lik u stripu Oakenshield and Hermy. Sten Sakaj je napravio osam stranica stripa, kada je 1982. godine odlučio da likove promeni u smešne životinje i promeni im imena.
Kada je 1984. godine Stiv Galači (Steve Gallacci) iz Sijetla osnovao malu izdavačku kuću Thoughts and Images, krenuo je u potragu za autorima za svoju strip seriju Albedo Anthropomorphics. Čuo je da bi vredelo pogledati radove Stena Sakaja koji je u to vreme živeo u Pasadeni. Nakon prepiske koju su imali, sklopljen je dogovor. Sakajeve priče o Usagiju i Nilsonu pojavile su se u prvih pet brojeva, zajedno sa Galačijevim stripom Erma Felna: EDF. Usagi se prvi put pojavio u Albedo Anthropomorphics № 2. Serijal je u početku prošao nezapaženo, a prodaja je išla veoma slabo. Ali, sredinom 1985. crno-beli stripovi postaju hit u Americi. Smatra se da je za to najzaslužniji strip Nindža kornjače (Teenage Mutant Ninja Turtles), čiji je uspeh otvorio vrata ostalim crno-belim stripovima. Sakaj i Galači ubrzo rasprodaju ceo tiraž.

### 
Iste godine, Sakaj dobija poziv od alternativnog strip izdavača Fantagraphics Books. Urednik Kim Tompson (Kim Thompson) pravio je strip antologiju smešnih životinja, Critters, pa je pozvao Sakaja i Galačija na saradnju, što su oni i prihvatili. Usagi se pojavio u prvom broju, uz Galačijev spin-of stripa Erma Felna. Usagi je postao veoma popularan, pa su reprintovane epizode iz izdanja Albedo Anthropomorphics. Izdanje s reprintima starih epizoda koje je Fantagraphics izdao pod nazivom Usagi Yojimbo Summer Special rasprodato je za manje od 90 sati.
Čitaoci su zahtevali još radova Stena Sakaja, jer je on mogao da uradi 10 stranica Usagija svakog drugog meseca za Critters. Kim Tompson je bio rad da Sakaju da svoju sopstvenu seriju, ali je bio suviše zauzet upisivanjem slova za ostale stripove. A onda je sredinom 1987. Fantagraphics najavio da će Usagi Yojimbo dobiti sopstveni strip serijal. Prvi broj je bio toliko uspešan, da je morao da bude reprintovan kako bi se zadovoljili zahtevi čitalaca. Strip je s velikim uspehom nastavio da izlazi jednom mesečno tokom leta, a dvomesečno tokom ostatka godine. U proseku svaki broj je sadržavao 20 stranica koje je radio Sakaj, i dodatnih osam strana strana strip autora kao što su Serđo Aragones (Sergio Aragonés), Skot Šo (Scott Shaw!), Piter Lerd (Peter Laird), Dejv Garsija (Dave Garcia), Tom Stejzer (Tom Stazer), Tom Lut (Tom Luth), Martin Vagner (Martin Wagner), Ken Mičroni (Ken Mitchroney), kao i korice koje je radio Ken Stejsi (Ken Steacy).
Usagi postaje veliki hit, što dovodi do njegovog pojavljivanja u TV seriji Nindža kornjače između 1989. i 1990, štampanja zbirki stripova (trejdovi, strip albumi) i majci, kao i sopstvene figurice u seriji igračaka za Nindža kornjače. Godine 1992. Sakaj izdaje serijal Space Usagi za Mirage Studios, koji takođe postaje hit.
Tokom 1992. popularnost crno-belih stripova u Americi doživljava najveći pad, što se odražava i na prodaju Usagija. Između ostalog, gasi se i serijal Critters. Zabrinut za dalji pad čitalaca, Sakaj zaključuje da bi Usagi u boji bolje prošao na tržištu, ali Fantagraphics Books nije izdavao stripove u boji. Međutim, glavni razlog za napuštanje, po Sakajevim rečima, bio je taj što je smatrao da se Usagi više ne uklapa u njihov izdavački program. Sakaj se obratio kući Mirage Publishing, sa kojima je i ranije sarađivao. Krajem iste godine, izdavanje Usagija za Fantagraphics otkazano je nakon 38. broja. Novo, redizajnirano izdanje pojavilo se 1993. godine. Kolorista je bio Tom Lut. Mirage je izdao i drugi Space Usagi serijal, takođe u boji. U izdanju za Mirage strip je izlazio dvomesečno tokom cele godine. Ugasio se već nakon 16. broja, jer izdavačka kuća nije imala funkcionalno izdavačko odeljenje nakon što je razorna prirodna nepogoda zahvatila Istočnu Obalu. Čak su se i Nindža kornjače privremeno premestile kod izdavača .
Nakon što je Mirage nevoljno otkazao izdavanje serijala, Sakaj je bio prinuđen da promeni izdavača i 1996. godine prelazi u Dark Horse Comics. Strip ponovo počinje da izlazi u crno-beloj tehnici. Najpre izlaze dve mini serije Usagi Yojimbo i Space Usagi. Nakon dobrog odziva kod publike Usagi Yojimbo počinje da izlazi kao regularna serija sa 24 tabli stripa po izdanju, i sa devet epizoda godišnje.
U godinama koje su usledile u saradnji s kućom Dark Horse izlaze zbirke stripova, nekoliko figurica, statua, metalnih minijatura, magneta, majci, bejzbol kapa i mnogobrojni suveniri.

## Karakteristike stripa
je strip serija sa smešnim životinjama. Mnogi od likova inspirisani su stvarnim osobama iz japanske istorije, poput Usagija, dok su neki nastali pod uticajem japanske pop kulture. Na primer, Zato-Ino, koji je nastao pod uticajem Šintaro Katsuovog slepog mačevaoca Zatoičija, zvezde 27 filmova i TV serije. U Usagi Yojimbo univerzumu, psi, mačke i ostali kućni ljubimci su potencijalni ljudi, tako da je njihovo mesto Sakaj zamenio gušterima (tokage). Po njegovim rečima, oni igraju važnu ekološku ulogu u Usagijevom svetu, jer zamenjuju kućne ljubimce i štetočine.
Radnja je smeštena u feudalni Japan iz XVII veka, u vreme velikih nemira. Šogunat Tokugava samo što je uspostavio kontrolu nad celim carstvom, nakon civilnog rata koji je trajao generacijama. Dolazi do vremena promena. Kako je Šogunat tek uspostavio mir, samuraji kao ratnička klasa su postali beskorisni. Mnogi od njih postali su banditi, dok su drugi postali telohranitelji rastućoj trgovačkoj klasi. Mnogi od njih, poput Usagija, slede put ratnika (shogyusha), kako bi unapredili svoj unutrašnji duh i samurajsku veštinu.
Strip takođe koristi standardnu tradicionalnu japansku konvenciju imena za sve likove: prvo ide prezime, pa zatim ime.

## Nagrade
Priča Grasscutter koja je izlazila od broja 13 do 22 u izdanjima kuće Dark Horse je 1999. osvojila nagradu Eisner u konkurenciji za najbolju priču u nastavcima (Best Serialized Story).
Usagi Yojimbo osvojio je nekoliko nagrada Ursa Major. Godine 2001. i 2002. za najbolji antropomorfni strip ili strip-album.. Godine 2003, 2004. i 2005. za najbolji antropomorfni strip-album.
Strip-album The Art of Usagi Yojimbo je 2004. osvojio nagradu za najbolji antropomorfni literarni rad (Best Anthropomorphic Other Literary Work).

## Kolekcije
Knjige 1 do 7 izdao je Fantagraphics Books; Knjige od 8 broja pa naviše izdao je Dark Horse Comics.
| - Knjiga 1: The Ronin(uključuje pojavljivanja: 2-4; 3; 1, 3, 6-7, 10-11, 14; i Usagi Yojimbo Summer Special) - Knjiga 2: Samurai(Uključuje izdanja 1-6) - Knjiga 3: Wanderer's Road(Uključuje izdanja 7-12 and “Turtle Soup”) - Knjiga 4: Dragon Bellow Conspiracy(Uključuje izdanja 13-18) - Knjiga 5: Lone Goat and Kid(Uključuje izdanja 19-24) - Knjiga 6: Circles(Uključuje izdanja 25-31 i priča iz Critters #50) - Knjiga 7: Gen's Story(Uključuje izdanja 32-38 and story from Critters #38) - Knjiga 8: Shades of Death(Uključuje izdanja 1-6 i kraće priče iz 7-8) - Knjiga 9: Daisho(Uključuje izdanja 7-12, 14) - Knjiga 10: The Brink of Life and Death(Uključuje izdanja 13, 15-16 i izdanja 1-6) - Knjiga 11: Seasons(Uključuje izdanja 7-12 i iz ) | - Knjiga 12: Grasscutter(Uključuje izdanja 13-22) - Knjiga 13: Grey Shadows(Uključuje izdanja 23-30) - Knjiga 14: Demon Mask(Uključuje izdanja 31-38 i priče iz ; 97; 10 i 20-23) - Knjiga 15: Grasscutter II: Journey To Atsuta Shrine(Uključuje izdanja 39-45) - Knjiga 16: The Shrouded Moon(Uključuje izdanja 46-52) - Knjiga 17: Duel at Kitanoji(Uključuje izdanja 53-60) - Knjiga 18: Travels with Jotaro(Uključuje izdanja 61-68) - Knjiga 19: Fathers and Sons(Uključuje izdanja 69-75) - Knjiga 20: Glimpses of Death(Uključuje izdanja 76-82) - Knjiga 21: The Mother of Mountains(Uključuje izdanja 83-89) - Knjiga 22: Tomoe's Story(Uključuje izdanja 90-93 i 1-3) |

- (Uključuje Space Usagi mini-seriju od tri broja (Warrior, Death & Honor i ''White Star Rising), priče iz Teenage Mutant Ninja Turtles 47 i Usagi Color Special 3)
- , izdato 2004.

## Spoljašnje veze
- (језик: енглески) Zvanični sajt Архивирано 2012-12-05 на сајту
- (језик: енглески)  na sajtu Dark Horse Comics Архивирано на веб-сајту  (5. јул 2008)
- (језик: енглески)
- (језик: енглески)  — Lik Usagija u izvedbi različitih strip crtača